# Inishowen

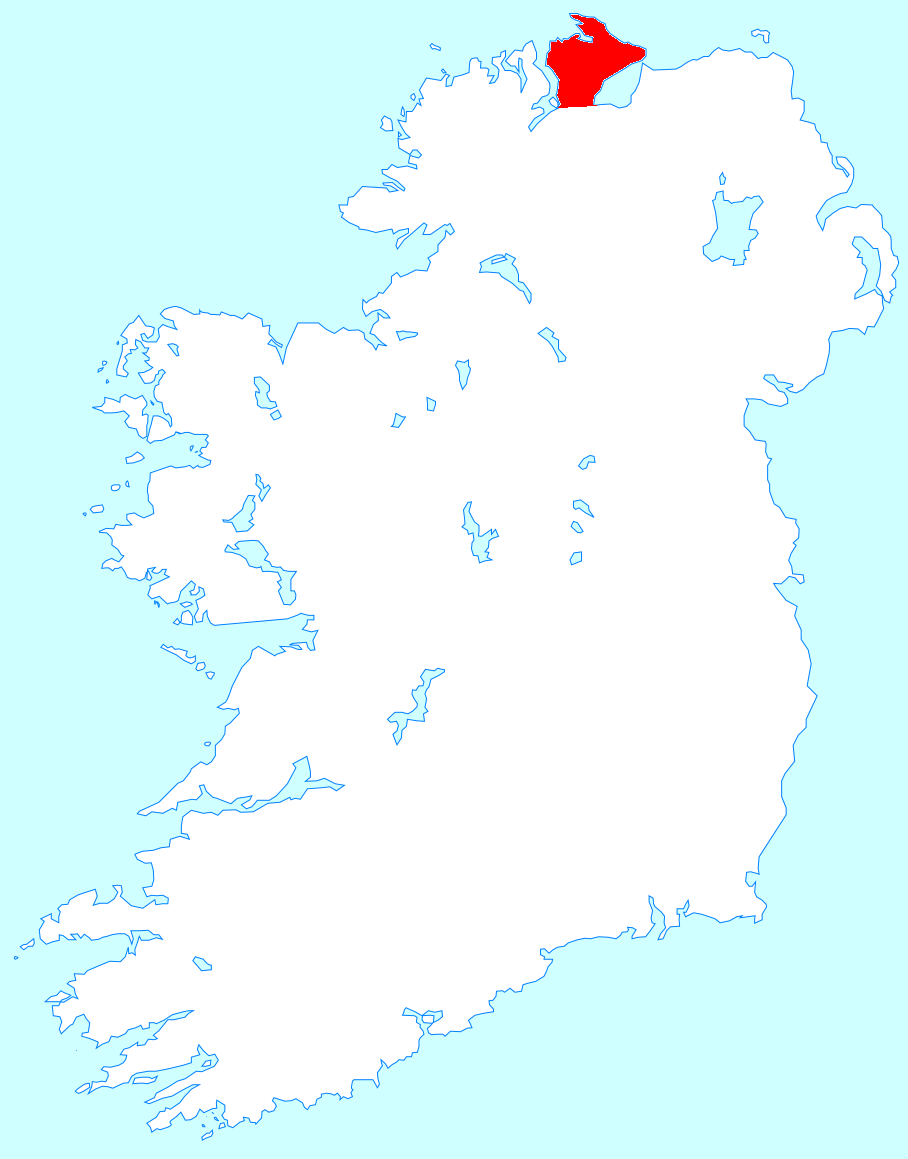
Localização da península de Inishowen.

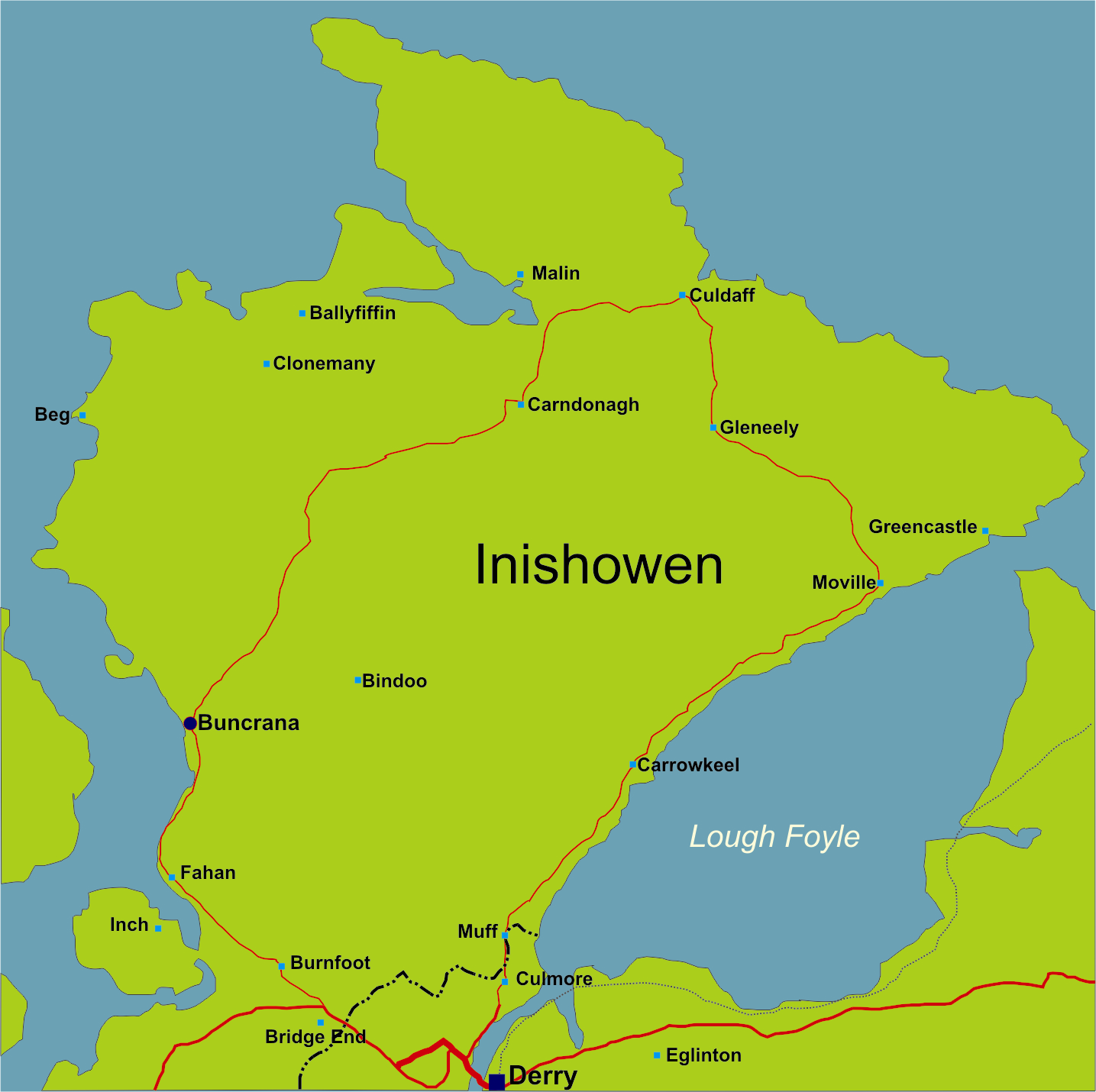
Península de Inishowen.

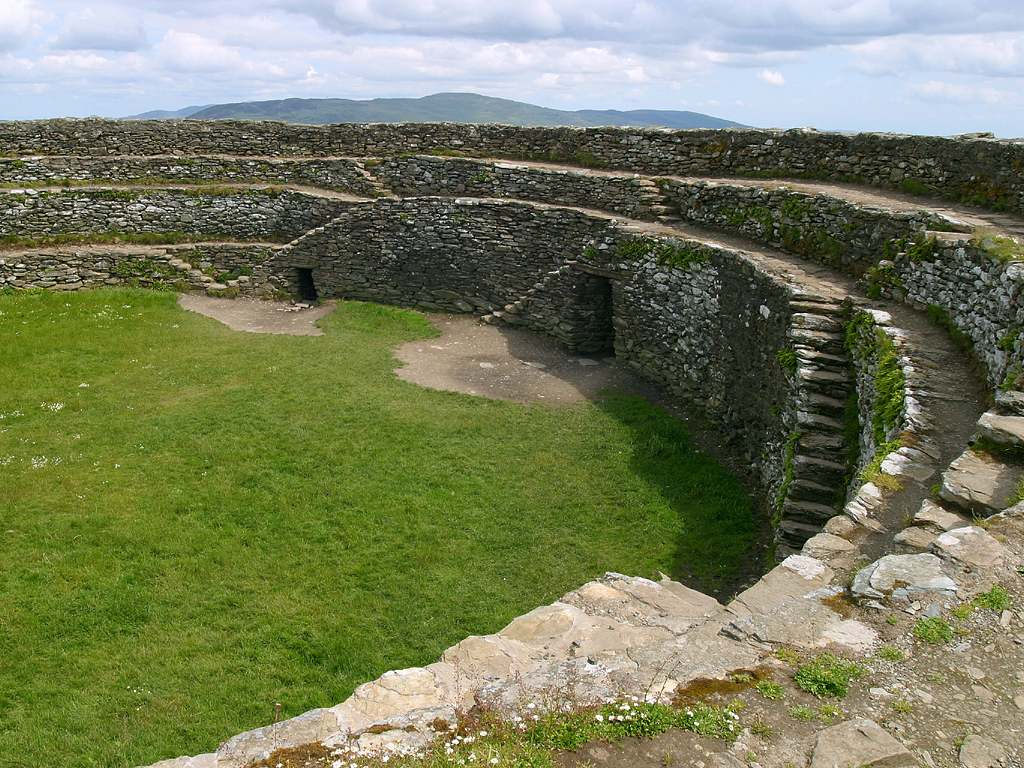
O Grianán de Aileach é um forte de pedra na península de Inishowen.

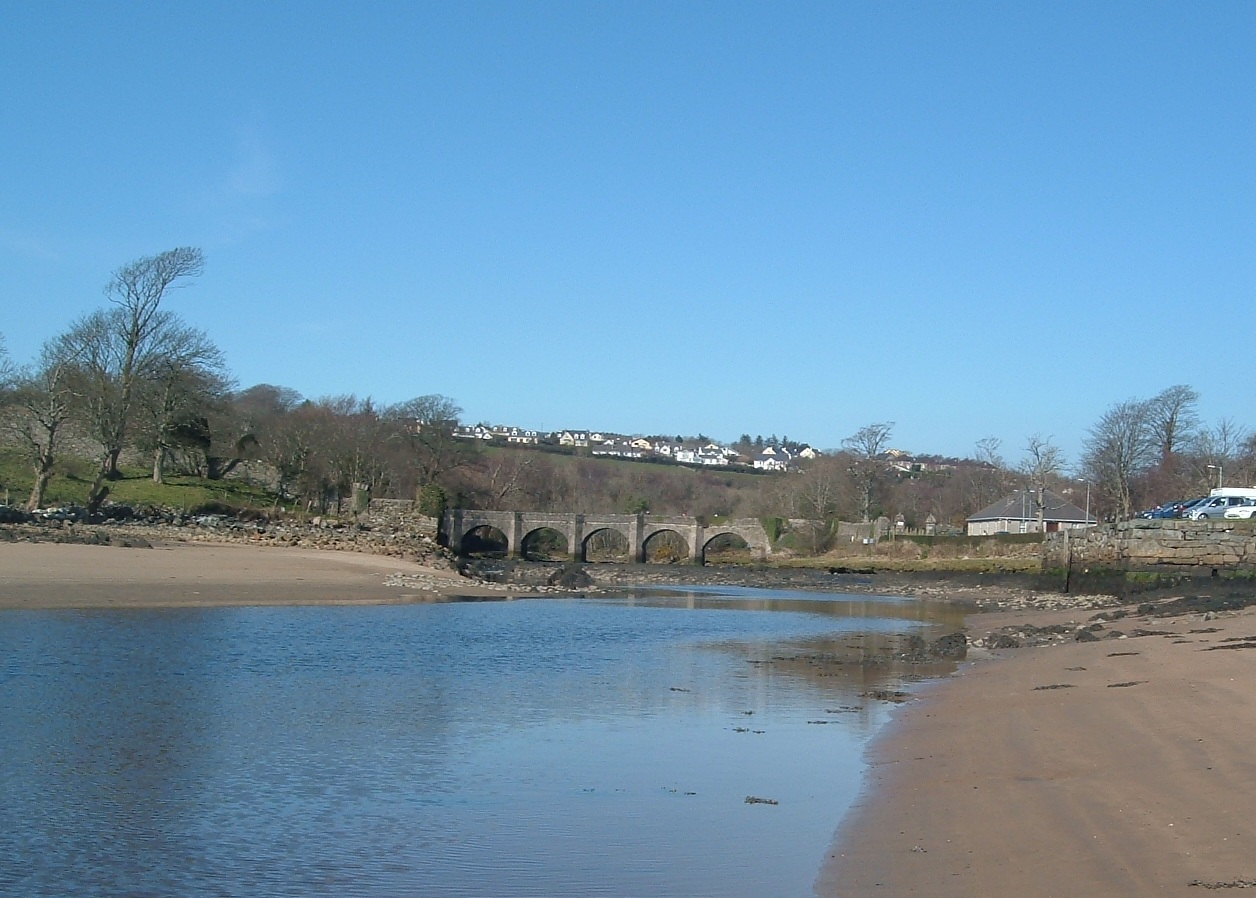
Buncrana é a maior cidade de Inishowen e a segunda do Condado de Donegal.

Inishowen (em irlandês:  Inis Eoghain) é uma península do Condado de Donegal e a segunda da República da Irlanda, só precedida pela península de Iveragh no condado de Kerry, no sudoeste da ilha. Antecede a formação do condado do qual faz parte em vários séculos.

## Localidades de Inishowen
As principais localidades de Inishowen são:
- Ballyliffin, Buncrana, Bridgend, Burnfoot, Burt
- Carndonagh, Carrowmenagh, Clonmany, Culdaff
- Dunaff
- Fahan
- Glengad, Gleneely, Greencastle
- Killea
- Malin, Malin Head, Moville, Muff
- Newtowncunningham
- Redcastle
- Quigley's Point

## Geografia
Inishowen é uma península de 884,33 km², situada no extremo norte da Irlanda. Limita a norte com o oceano Atlântico, a leste com o Lough Foyle e a oeste com o Lough Swilly. Está unida a sul com o resto do Condado de Donegal, a parte conhecida como Tír Conaill, e com o Condado de Derry. Historicamente, a área de Derry a oeste do rio Foyle também faz parte de Inishowen, já que o Foyle forma a sua fronteira natural. A maioria da população de Inishowen habita nas áreas costeiras periféricas enquanto o interior consiste em pequenas colinas, com abundância de pântanos. A maior destas colinas é Sliabh Sneacht (do irlandês montanha nevada) que tem una altitude de 619 metros. Outras colinas principais ficam na península de Malin Head bem como nas colinas de Urris, a oeste de Inishowen. Devido à sua geografia, Inishowen costuma ter condiciones atmosféricas suaves, com temperaturas ligeiramente superiores ao resto de Irlanda no verão e ligeiramente mais quentes no inverno, especialmente durante períodos gélidos.
Inishowen tem vários portos, alguns dos quais se usam para fins pesqueiros, como o de Greencastle, Bunagee e Leenan. Um ferry sazonal cruza o Foyle e liga Greencastle com Magilligan, em Derry, e outro cruza o Swilly e liga Buncrana com Rathmullan. A localidade de Fahan tem um porto desportivo privado.
Há várias pequenas ilhas próximas das costas de Inishowen, destacando-se as ilhas de Inishtrahull e Glashedy, ambas desabitadas, embora a primeira tenha sido habitada em princípios do século XX. Inch, no Swilly, tecnicamente já não é una ilha, dado que se construiu uma passagem elevada que a liga a terra firme em Tooban, a sul de Fahan.
O Swilly é um lough com forma de fiorde e teve importância estratégica durante o Império Britânico como porto de profundidade. O Foyle é importante dado que é a entrada do rio Foyle e a cidade de Derry, mas é muito menos profundo que o Swilly e precisa que os barcos que entrem e saiam do porto de Derry façam uso de um barco guia.

## Demografia
Segundo o último censo de Irlanda, em 200, Inishowen contava com 31802 habitantes, um crescimento de 8,4% em relação a 1996. Buncrana é a maior cidade de Inishowen e contava em 2006 com uma população de 3394 habitantes na área urbana.